# Otompan
Otumba de Gómez Farías, autrefois Otompan en nahuatl (Otumba en espagnol), est 
une ville mexicaine de l'État de Mexico, chef-lieu de la municipalité (municipio) d'Otumba.
Elle est particulièrement connue par un épisode important de la conquête de l'Empire aztèque par Hernán Cortés : la bataille d'Otumba du 7 juillet 1520. 
Son nom est en relation avec le médecin et homme d'État Valentín Gómez Farías (1781-1858), vice-président du Mexique aux côtés de Santa Anna.

## Géographie
Otumba se trouve à 30 km au nord-est de Mexico, dans la vallée de Teotihuacan.

## Histoire
Dans l'Empire aztèque, Otompan est une cité alliée de Mexico-Tenochtitlan.
Cortés, parti de Cuba en février 1519, arrive le 22 avril sur le site côtier où il fonde Villa Rica de la Vera Cruz le 9 juillet. Il est accueilli à Mexico avec de grands honneurs par Moctezuma II le 9 novembre, mais les relations se tendent ensuite. En juin 1520, les habitants de Mexico se soulèvent et chassent les Espagnols de la ville (Noche Triste), puis les poursuivent et les forcent à livrer bataille dans la plaine d'Otompan. Mais les Espagnols sortent vainqueurs d'un combat où ils sont en situation d'infériorité et peuvent mener à bien leur retraite jusqu'à la côte. 